# Mehdi Rajabzadeh
Mehdi Rajabzadeh (Shiraz, 22 giugno 1978) è un ex calciatore iraniano, di ruolo centrocampista.

## Caratteristiche tecniche
È un centrocampista offensivo.

## Palmarès

### Club
- Coppa dell'Iran: 1

Fajr Sepasi: 2000-2001
Zob Ahan: 2014-2015, 2015-2016
- Supercoppa dell'Iran: 1

Zob Ahan: 2016

### Nazionale
- Campionato di calcio WAFF: 1

2007

### Individuale
- Capocannoniere del Campionato iraniano: 1

2006-2007 (17 gol)